# دميتري بافلينكو
دميتري بافلينكو (بالروسية: Павленко, Дмитрий Владимирович)‏ مواليد 1991 في زاغري أب سافي، هو لاعب كرة يد روسي يلعب كحارس مرمى. يلعب حاليا مع نادي تشيخوف لكرة اليد ويحمل الرقم 12. مثل منتخب روسيا لكرة اليد.

## سجل المنافسة
شارك في البطولات التالية:
- بطولة أوروبا لكرة اليد للرجال 2016